# Coelogyne pulchella
Coelogyne pulchella é uma espécie de orquídea (Orchidaceae) do Sudeste Asiático.